# Jarrettsville
Jarrettsville és una concentració de població designada pel cens dels Estats Units a l'estat de Maryland. Segons el cens del 2000 tenia 2.756 habitants.

## Demografia
Segons el cens del 2000, Jarrettsville tenia 2.756 habitants, 900 habitatges, i 781 famílies. La densitat de població era de 121,9 habitants/km².
Dels 900 habitatges en un 43,7% hi vivien nens de menys de 18 anys, en un 77,6% hi vivien parelles casades, en un 6,4% dones solteres, i en un 13,2% no eren unitats familiars. En l'11,1% dels habitatges hi vivien persones soles el 5,4% de les quals corresponia a persones de 65 anys o més que vivien soles. El nombre mitjà de persones vivint en cada habitatge era de 3,05 i el nombre mitjà de persones que vivien en cada família era de 3,3.
Per edats la població es repartia de la següent manera: un 28,9% tenia menys de 18 anys, un 6,5% entre 18 i 24, un 26,4% entre 25 i 44, un 29% de 45 a 60 i un 9,2% 65 anys o més.
L'edat mediana era de 39 anys. Per cada 100 dones de 18 o més anys hi havia 97,3 homes.
La renda mediana per habitatge era de 69.632 $ i la renda mediana per família de 81.771 $. Els homes tenien una renda mediana de 51.524 $ mentre que les dones 31.905 $. La renda per capita de la població era de 29.246 $. Cap de les famílies i l'1,4% de la població estaven per davall del llindar de pobresa.

## Poblacions més properes
El següent diagrama mostra les poblacions més properes.